# Hr.Ms. Bergen (1940)
De Hr.Ms. Bergen was een Nederlandse hulpmijnenveger vernoemd naar het Noord-Hollandse dorp Bergen. Het schip is gebouw als IJM 16 Bergen door de Britse scheepswerf Smith's Dock Company uit Middlesbrough voor N.V.Visscherij Maatschappij Petten te IJmuiden. Het schip wist na de overgave van Nederland in 1940 uit te wijken naar het Verenigd Koninkrijk. Nog datzelfde jaar werd het schip gevorderd door de Nederlandse marine, omgebouwd tot hulpmijnenveger en door commandant LTZ 1 S.E. Schipper in dienst gesteld. Op 14 april 1941 nam LTZ 1 J.W.C. Calten Houwing het commando over.
Het schip was verbonden aan de 66ste mijnenvegergroep te Milford Haven, andere schepen bij deze groep waren: Alma, Eveline en Ewald. Het schip werd 1 juni 1942 uit dienst gesteld en overgedragen aan de Britse marine. In Britse dienst is het schip verloren gegaan.